# Reformierte Pfarrgemeinde Oberwart

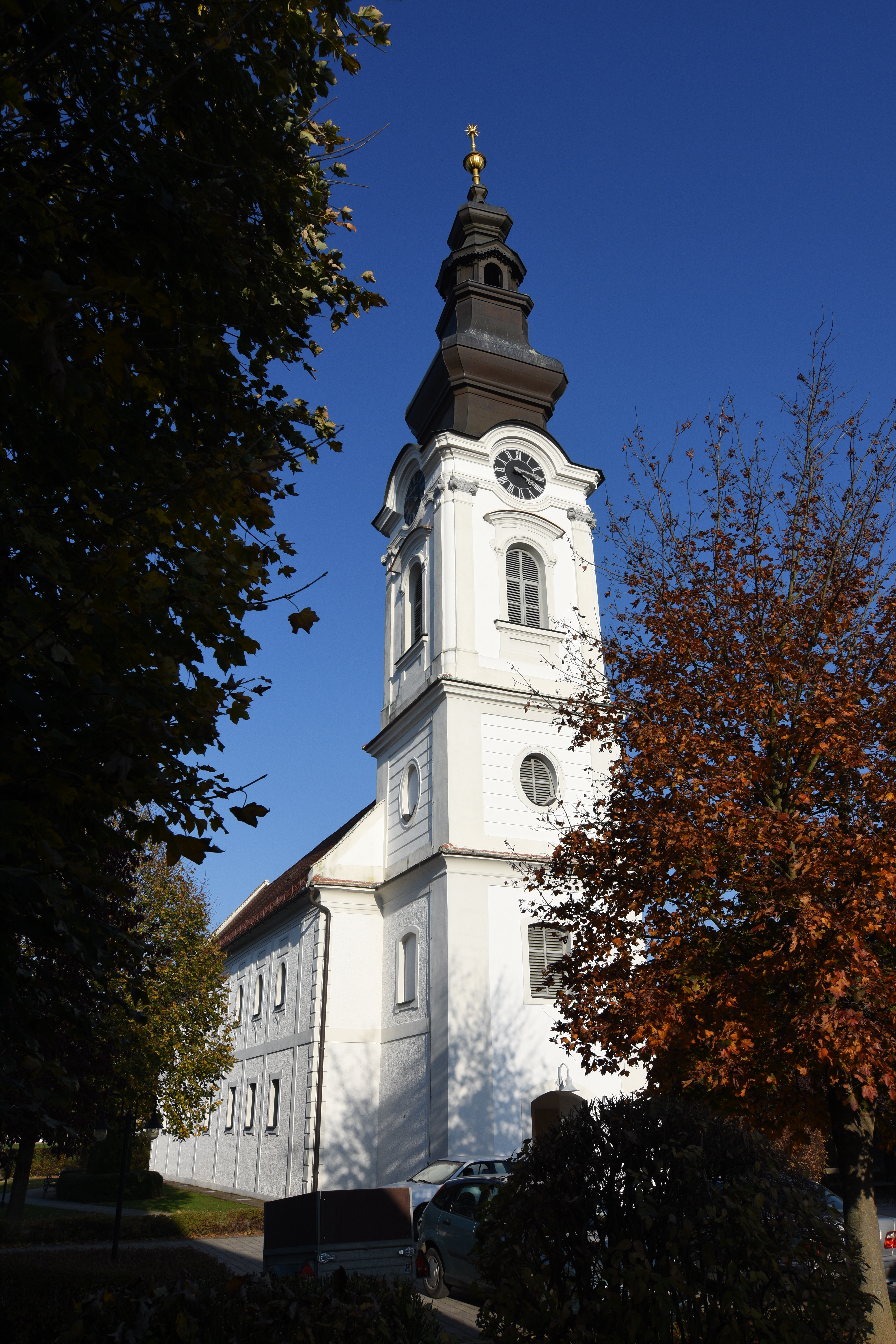
Reformierte Pfarrkirche Oberwart

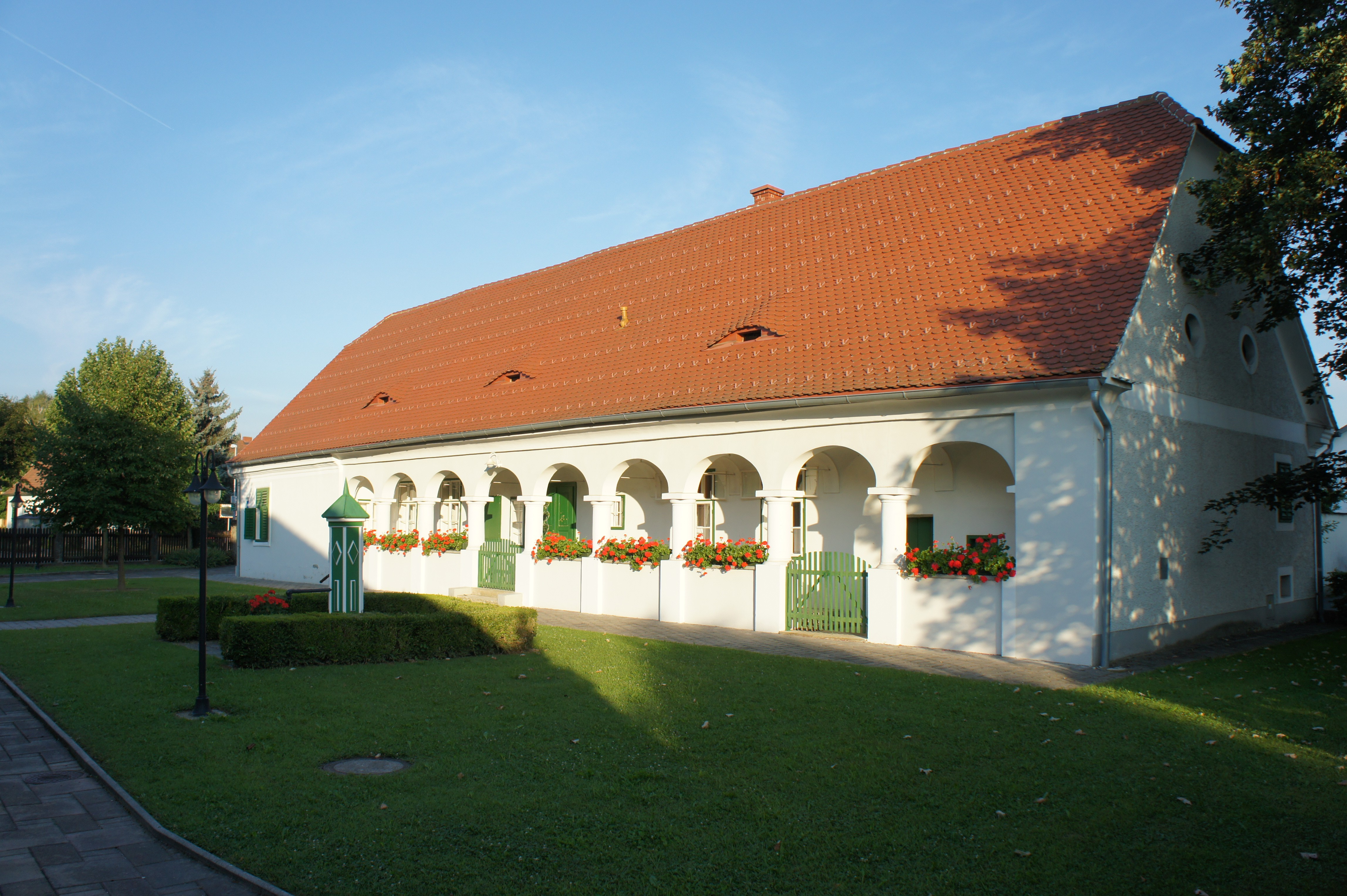
Altes Pfarrhaus

Die Reformierte Pfarrgemeinde Oberwart ist die älteste bestehende protestantische Kirchgemeinde im heutigen Österreich und, als Artikulargemeinde geduldet, die einzige, die seit der Reformationszeit ununterbrochen besteht.

## Geschichte
Während der Reformation war Oberwart beinahe vollständig reformiert. Im Zuge der Gegenreformation wurde das Kirchgebäude zwar 1673 besetzt und rekatholisiert. Die Bevölkerung Oberwarts bestand jedoch großteils aus Gyepűwächtern der ungarischen Krone, die, der Reichsunmittelbarkeit vergleichbar, vor dem Zugriff der Landesherren geschützt waren und ihren Glauben ab 1681 mit ausdrücklicher Duldung des Ödenburger Landtages in einer Artikularkirche ausüben durften.
Nach der Duldung wurden die Gottesdienste zunächst in einer angemieteten Scheune abgehalten. 1697 erhob man in Oberwart 1013 Reformierte und 126 Katholiken. Anfang des 18. Jahrhunderts errichtete man ein hölzernes Bethaus. Es war strohgedeckt, verfügte aber immerhin über eine bemalte Kassettendecke.
1771–1773, noch vor Erlass des josephinischen Toleranzpatentes, errichtete man die Reformierte Pfarrkirche Oberwart und 1784 im Stil der Klassizistik das alte Pfarrhaus. Das notwendige Kapital hatte man bereits ca. 1750 angesammelt, sich wegen der herrschenden Rechtsunsicherheit für protestantische Gemeinden jedoch entschlossen, das Unterfangen zu verschieben und die Mittel der reformierten Gemeinde in Debrezin in Obhut zu geben.
Mit dem Übergang des Burgenlandes zu Österreich wurde die Gemeindearbeit, die bis dahin ungarisch gewesen war, zweisprachig.
1938 wurde die seit dem siebzehnten Jahrhundert bestehende Gemeindeschule verstaatlicht.
1973–1975 wurde mit Hilfe des deutschen Gustav-Adolf-Werks und des Hilfswerks der Evangelischen Kirchen der Schweiz ein neues Pfarrhaus errichtet.
Die Gemeinde zählt heute etwa 1400 Mitglieder. Sie ist die einzige reformierte Gemeinde des Burgenlandes.